# Anastatus viridiceps
Anastatus viridiceps är en stekelart som beskrevs av James Waterston 1915. Anastatus viridiceps ingår i släktet Anastatus och familjen hoppglanssteklar.
Artens utbredningsområde är:
- Moçambique.
- Nigeria.
- Zambia.

Inga underarter finns listade i Catalogue of Life.